# Bugong-Nationalpark
Der Bugong-Nationalpark ist ein Nationalpark im Südosten des australischen Bundesstaates New South Wales, 70 Kilometer östlich von Goulburn und 15 Kilometer nordwestlich von Nowra.
Der Park schließt östlich an den Morton-Nationalpark an. Er erstreckt sich am Ostufer des Bugong Creek, eines Nebenflusses des Shoalhaven River.